# Saarländisches Filmbüro
Das Saarländische Filmbüro e.V. ist ein gemeinnütziger eingetragener Verein mit dem Ziel, die Filmkultur in der Großregion Saarland, Rheinland-Pfalz, Luxemburg, Lothringen und Wallonie zu fördern. Es existiert seit 1987 und hat seinen Sitz in Saarbrücken im Kultur- und Werkhof Nauwieser 19 im Nauwieser Viertel.
Zu den Arbeitsbereichen des Saarländischen Filmbüros gehört unter anderem die Ausrichtung regionaler Festivals sowie die Organisation von Filmwerkstatt-Abenden in der Großregion. Für Kinder und Jugendliche bietet der Verein deutsch-französische Videoworkshops sowie seit 2008 den Wettbewerb Créajeune an. Interessierten steht ein umfangreiches Video- und Zeitschriftenarchiv zu Recherchezwecken offen.